# 1519 na arte

## Mortes

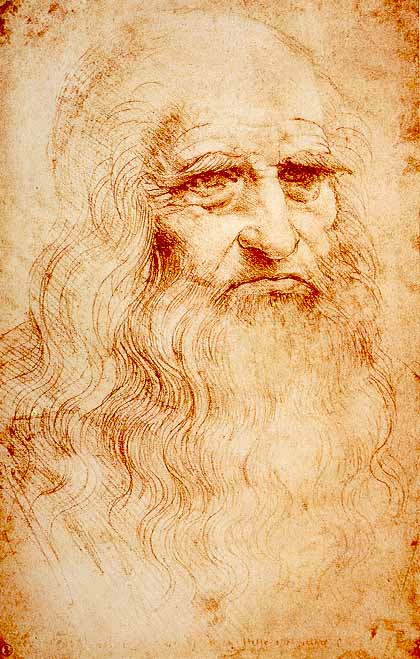
Leonardo da Vinci auto retrato (~1510-1515).

| Data      | Nome              | Profissão | Nacionalidade     | Observações | Ref   |
| --------- | ----------------- | --- | ----------------- | ----------- | ----- |
| 2 de maio | Leonardo da Vinci | pintor, escultor, arquiteto, engenheiro, matemático, fisiólogo, químico, botânico, geólogo, cartógrafo, físico, mecânico, inventor, anatomista, escritor, poeta, músico | Reino da Sardenha | n. 1452     | [ 1 ] |